# آگوستین مارچسین
آگوستین مارچسین (اسپانیایی: Agustín Marchesín‎؛ زادهٔ ۱۶ مارس ۱۹۸۸) بازیکن فوتبال اهل آرژانتین است.

## باشگاهی
از باشگاه‌هایی که در آن بازی کرده‌است، می‌توان به باشگاه فوتبال لانوس اشاره کرد. 

## تیم ملی
وی همچنین در تیم ملی فوتبال آرژانتین بازی کرده‌است.